# Wohlmirstedt
Wohlmirstedt este o comună din landul Saxonia-Anhalt, Germania.